# Saint-Crépin-d'Auberoche
Saint-Crépin-d'Auberoche è un comune francese di 292 abitanti situato nel dipartimento della Dordogna, nella regione della Nuova Aquitania.

## Società

### Evoluzione demografica
Abitanti censiti